# 아워 하우스 (2018년 영화)
《아워 하우스》(영어: Our House)는 2018년 개봉한 캐나다, 독일, 미국의 공포 영화이다.

## 줄거리
대학생 이선은 무선 전력 전송 기기 "일라이"를 개발 중이다. 부모님이 교통 사고로 급작스럽게 돌아가신 후 이선이 동생들을 돌보며 집에서 일라이 실험을 계속하던 중 집 안에서 이상 현상이 일어나더니 일라이가 부모님 영과의 교신 매개체임이 드러난다. 하지만 이들과 소통하고 있는 건 부모님이 아니라 다른 존재일지도 모른다.

## 출연
- 토머스 맨 - 이선 라이트먼 역
- 퍼시 하인스 화이트 - 맷 라이트먼 역
- 케이트 모이어 - 베카 라이트먼 역
- 니컬라 펠츠 - 해나 역
- 앨리슨 호색 - 라일라 라이트먼 역
- 존 랠스턴 - 리처드 라이트먼 역
- 칼린 버철 - 내시 씨 역
- 크리스틴 혼 - 제스 역

## 기타 제작진
- 총괄 제작: 토드 브라운, 데릭 도시, 존 데이비스, 카일 프랭키, 다비트 케를, 에이드리언 러브, 라이크 묄러, 노아 시걸, 닉 스파이서

## 시청 등급
- 대한민국: 15세 이상 관람가